# Eleição para o Senado federal por Kentucky em 2008
A eleição para o senado do estado americano do Kentucy em 2008 foi realizado em 4 de novembro de 2008. O líder da minoria republicana no senado, Mitch McConnell, venceu a reeleição contra o democrata Bruce Lunsford.

## Candidatos
- Mitch McConnell (R)
- Bruce Lunsford (D)

## Resultados
| Eleição para o senado de Kentucy em 2008 | Eleição para o senado de Kentucy em 2008 | Eleição para o senado de Kentucy em 2008 | Eleição para o senado de Kentucy em 2008 | Eleição para o senado de Kentucy em 2008 | Eleição para o senado de Kentucy em 2008 | Eleição para o senado de Kentucy em 2008 |     |
| Partido                                  | Partido                                  | Candidato                                | Candidato                                | Votos                                    | %                                        | ±%                                       |     |
| ---------------------------------------- | ---------------------------------------- | ---------------------------------------- | ---------------------------------------- | ---------------------------------------- | ---------------------------------------- | ---------------------------------------- | --- |
|                                          | Republicano                              |                                          | Mitch McConnell                          | 953.816                                  | 52,97%                                   | -11,7%                                   |     |
|                                          | Democrata                                |                                          | Bruce Lunsford                           | 847.005                                  | 47,03%                                   | +11,7%                                   |     |
| Total                                    | Total                                    | 1.800.821                                | 1.800.821                                | Comparecimento                           | Comparecimento                           | 62%                                      | 62% |